# Cornee

Diagramă schematică a globului ocular. Corneea este evidențiată cu albastru.

Corneea (latină: cornea) reprezintă segmentul anterior al tunicii fibroase a globului ocular, fiind dispusă la nivelul orificiului anterior al sclerei. Este rotunjită, perfect transparentă, are forma unui segment de sferă, cu raza mai mică decât a sclerei. Corneea proemină în partea anterioară a globului ocular și acoperă irisul, orificiul pupilar și camera anterioară a globului ocular. Corneea are un rol fundamental în refracția oculară, asigurând 40 de dioptrii din puterea totală de 60 de dioptrii a ochiului.

## Structură

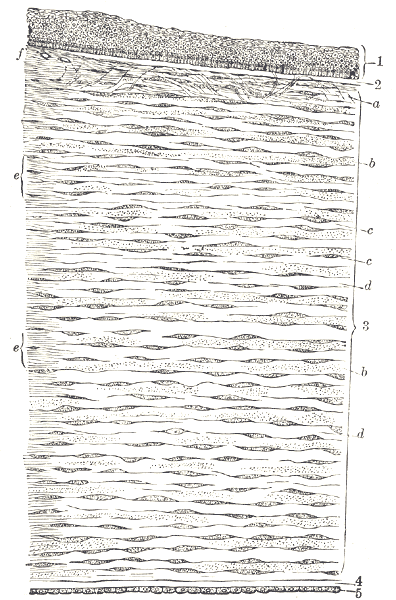
Secțiune verticală prin corneea umană
1. Epiteliul cornean anterior
2. Lamina limitantă anterioară
3. Lamina proprie
4. Lamina limitantă posterioară
5. Endoteliul cornean

Din punct de vedere histologic, corneea este avasculară, transparentă și cu o structură laminară reprezentată de următoarele straturi expuse din exterior spre interior: epiteliul cornean anterior, lamina limitantă anterioară, lamina proprie sau stroma, lamina limitantă posterioară și endoteliul cornean.
Epiteliul cornean este format din 7–8 rânduri de celule și are o grosime medie de cca. 50 μ. Acest strat este acoperit de filmul lacrimal cu rol de lubrifiere, netezire și protecție. Filmul lacrimal are o grosime de 7 μ și este alcătuit din stratul anterior lipidic (secretat de glandele Meibomius), stratul mijlociu apos (secretat de glanda lacrimală) și stratul posterior mucos (produs de celulele mucoase conjunctivale). Epiteliul cornean se continuă cu epiteliul conjunctival, care se îngroașă în apropierea limbului cornean și formează inelul conjunctival. Celulele epiteliului cornean sunt reprezentate de următoarele tipuri de celule:
- celulele bazale sunt dispuse într-un singur strat, au activitate mitotică intensă și formă prismatică cu baza poligonală;
- celulele intermediare sunt dispuse pe 2–3 straturi, au formă poligonală și prezintă prelungiri celulare.
- celulele apicale sunt turtite și pe suprafața lor prezintă microvili și microplici acoperite de glicocalix, un strat glicoproteic cu rol de aderență pentru stratul mucos al filmului lacrimal.

Lamina limitantă anterioară sau membrana Bowman este o structură acelulară, colagenică, cu o grosime de 10 μ. Ea este formată din fibre de colagen învelite de o matrice amorfă. Suprafața anterioară a acestei structuri prezintă pori de cca. 1 μ diametru prin care fibrele nervoase ajung subepitelial. Suprafața posterioară este străbătută de fibrele colagenice care ancorează puternic membrana Bowman de stroma adiacentă.
Stroma corneană are o grosime de 450 μ în zona centrală și de 900 μ periferic. Ea este alcătuită dintr-o rețea de fibre de colagen și o substanță fundamentală care este compusă în principal din proteoglicani. Aceste molecule sunt sintetizate de keratocitele stromale ale căror procese stelate se interconectează, realizând astfel o rețea în spațiul interlamelar. Leziunile stromale pot transforma aceste celule în fibroblaste. Substanța fundamentală este formată din proteoglicani, molecule care conțin keratan sulfat și dermatan sulfat, glicozaminoglicani care reglează conținutul de apă al stromei.
Lamina limitantă posterioară sau membrana Descemet are o grosime de cca. 9 μ și este o structură colagenică fibrilară sintetizată de endoteliul cornean. În vecinătatea circumferinței corneei se îngroașă pentru a constitui inelul lui
Döllinger. Din punct de vedere ultrastructural, prezintă trei zone: zona anterioară (adiacentă stromei, are o grosime de 0,3 μ și este străbătută de fibre de colagen scurte care determină o aderență scăzută între stromă și membrana Descemet), zona mijlocie (are o grosime de 3 μ și este formată dintr-o rețea lamelară geometrică cu ochiuri de 100 nm) și zona posterioară (de 5,7 μ, care are o structură fibrilogranulară); fibrilele sunt dispuse în trei grupuri: fibrilele anterioare care ajung la scleră profund de canalul Schlemm, fibrilele mijlocii de care se atașează mușchiul ciliar și cele posterioare care se inseră prin intermediul ligamentului pectineu Huneck pe iris.
Endoteliul cornean este un strat format din cca. 450.000 de celule turtite, hexagonale (5 μ înălțime, 20 μ lățime). Celulele au trei suprafețe: apicală, laterală și bazală. Suprafața apicală prezintă microvili, iar cea laterală posedă joncțiuni strânse prin care aderă de celulele învecinate. Celulele endoteliale nu se pot divide, numărul lor scăzând cu vârsta. Fluidul din camera anterioară trece pasiv pe cale paracelulară în stroma corneană, dar celulele endoteliale, prin procesele de transport ionic activ, împiedică hidratarea stromală excesivă.

## Vascularizație
Corneea nu posedă vase sanguine sau limfatice. Totuși, la nivelul stromei există un sistem lacunar prin care difuzează fluidul care transportă substanțele necesare metabolismului cornean și oxigenul. Acesta ajunge prin difuziune atât din umoarea apoasă, cât și prin interfața film lacrimal–epiteliu cornean.

## Inervație
Corneea este bine inervată prin ramuri care provin din nervii ciliari lungi și scurți (din nervul oftalmic). Fibrele nervoase corneene sunt prelungirile periferice ale neuronilor pseudounipolari din ganglionul trigeminal Gasser. Aceștia reprezintă protoneuronii căii sensibilității tactile, termice și dureroase corneene. Pentru a ajunge la cornee prelungirile periferice străbat nervul oftalmic, nervul nazociliar, nervii ciliari lungi și scurți. După ce traversează spațiul supracoroidian formează un plex nervos circumferențial în jurul limbului din care se desprind cca. 70 de filete nervoase care pătrund radiar în stroma corneeană. După un traiect intrastromal de 2 mm, ele pierd teaca de mielină, traversează partea mijlocie a stromei și emit spre planurile superficiale filete care se organizează sub forma unui plex subepitelial profund de membrana Bowman. Din acesta pleacă fibre care perforează membrana Bowman și realizează plexul intraepitelial ce se ramifică în jurul celulelor epiteliale. Corneea mai primește fibre nervoase din nervii conjunctivali și episclerali, care formează o rețea secundară la periferia corneei.